# 程旭 (计算机科学家)
程旭（1967年7月—），北京大学信息科学技术学院教授，计算机系统结构研究所所长，北京大学微处理器研究开发中心（MPRC）主任。程旭的主要研究方向集中在微处理器的研究与开发上。

## 研究成果
在程旭的带领下，北京大学微处理器研究开发中心在十余年时间内先后实现了中国第一片同时支持16位/32位指令的处理器，并自主开发了一系列北大-众志的CPU。同时，使用UniCore体系结构的一系列CPU已经达到商用的标准。